# Montréal (Ardèche)
Pour les articles homonymes, voir Montréal (homonymie).
Montréal est une commune française située dans le département de l'Ardèche, en région Auvergne-Rhône-Alpes.

## Géographie

### Situation et description

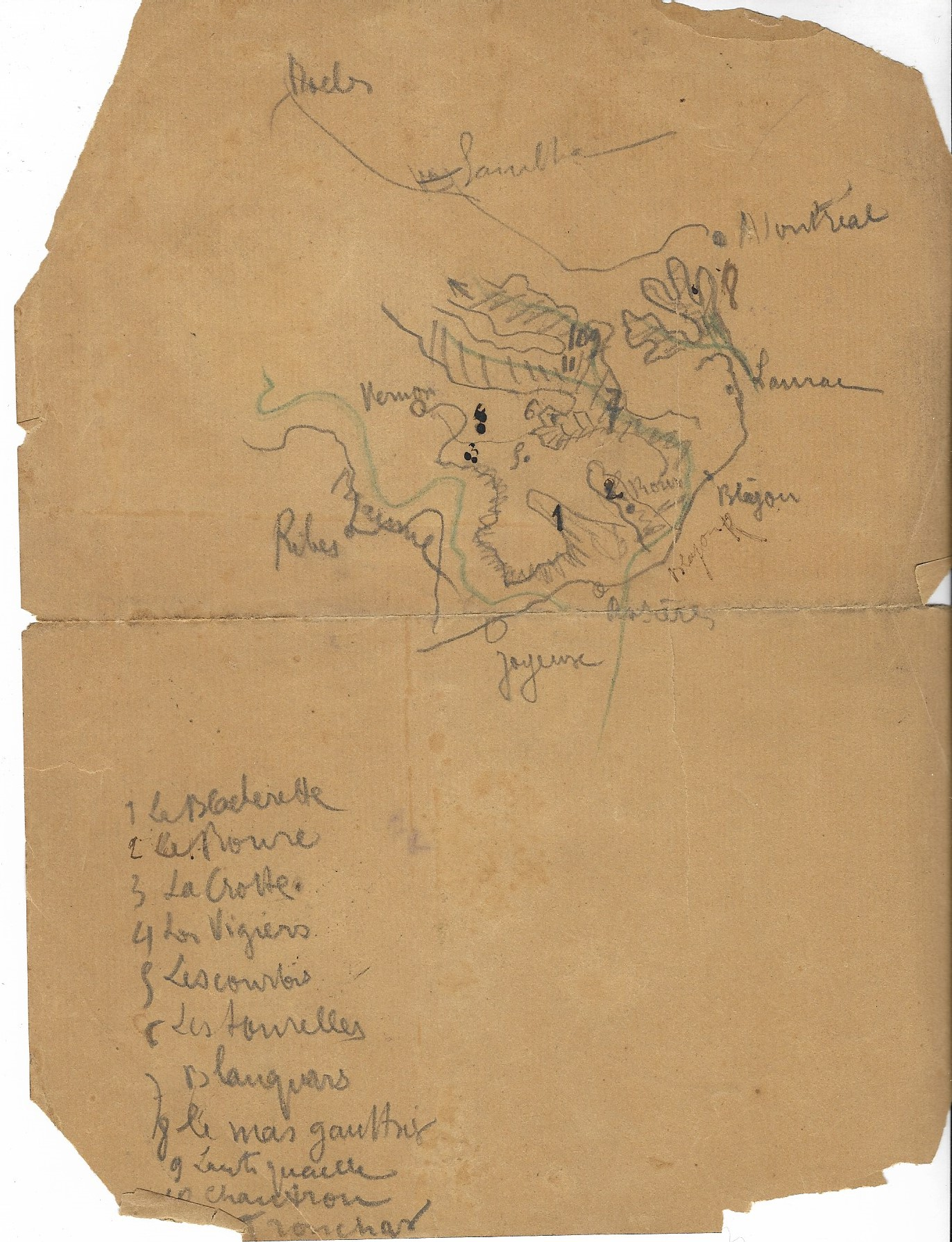

Montréal est une commune à l'aspect essentiellement rural et adhérente au parc naturel régional des Monts d'Ardèche. Elle est située à 36 km au sud-ouest de Montélimar.

### Communes limitrophes
|          | Largentière                 |              |
| Sanilhac | Montréal                    |              |
|          | Laurac-en-Vivarais Labeaume | Uzer Chauzon |

### Géologie et relief
La commune est classée en zone de sismicité 2, correspondant à une sismicité faible.

### Hydrographie
Le système hydrographique de Montréal se compose de :
- La rivière la Ligne ;
- La rivière Roubreau, affluent de La Ligne ;
- Les ruisseaux du Breuil, long de 2,1 km et du Bulien, long de 3,9 km, sont des affluents de la rivière la Ligne ;
- Le ruisseau de Franzonne, long de 2,2 km, affluent du ruisseau du Bulien ;
- Les ruisseaux de Toufache, long de 3,1 km et des Farnayres, long de 1,9 km, sont des affluents du ruisseau des Charlots ;
- Les ruisseaux des Brousses, long de 2,3 km, de Pezenas, long de 4 km et de Rivet[2].

### Climat
Pour des articles plus généraux, voir Climat d'Auvergne-Rhône-Alpes et Climat de l'Ardèche.
En 2010, le climat de la commune est de type climat méditerranéen altéré, selon une étude du CNRS s'appuyant sur une série de données couvrant la période 1971-2000. En 2020, Météo-France publie une typologie des climats de la France métropolitaine dans laquelle la commune est exposée à un climat de montagne ou de marges de montagne et est dans la région climatique Provence, Languedoc-Roussillon, caractérisée par une pluviométrie faible en été, un très bon ensoleillement (2 600 h/an), un été chaud (21,5 °C), un air très sec en été, sec en toutes saisons, des vents forts (fréquence de 40 à 50 % de vents > 5 m/s) et peu de brouillards.
Pour la période 1971-2000, la température annuelle moyenne est de 12,9 °C, avec une amplitude thermique annuelle de 17,3 °C. Le cumul annuel moyen de précipitations est de 1 182 mm, avec 7,7 jours de précipitations en janvier et 4,3 jours en juillet. Pour la période 1991-2020, la température moyenne annuelle observée sur la station météorologique de Météo-France la plus proche, « Croix Millet », sur la commune de Prunet à 8 km à vol d'oiseau, est de 11,6 °C et le cumul annuel moyen de précipitations est de 1 590,2 mm,. Pour l'avenir, les paramètres climatiques de la commune estimés pour 2050 selon différents scénarios d'émission de gaz à effet de serre sont consultables sur un site dédié publié par Météo-France en novembre 2022.

### Voies de communication et transports
Le territoire communal est traversé, dans sa partie sud, par la route départementale 101 (RD104) autrefois route nationale 104, avant son déclassement.

## Urbanisme

### Typologie
Au 1er janvier 2024, Montréal est catégorisée commune rurale à habitat dispersé, selon la nouvelle grille communale de densité à 7 niveaux définie par l'Insee en 2022.
Elle appartient à l'unité urbaine d'Aubenas, une agglomération intra-départementale dont elle est une commune de la banlieue,. Par ailleurs la commune fait partie de l'aire d'attraction d'Aubenas, dont elle est une commune de la couronne,. Cette aire, qui regroupe 68 communes, est catégorisée dans les aires de 50 000 à moins de 200 000 habitants,.

### Occupation des sols
L'occupation des sols de la commune, telle qu'elle ressort de la base de données européenne d’occupation biophysique des sols Corine Land Cover (CLC), est marquée par l'importance des forêts et milieux semi-naturels (44,3 % en 2018), en diminution par rapport à 1990 (47,2 %). La répartition détaillée en 2018 est la suivante : 
zones agricoles hétérogènes (41,7 %), forêts (40,2 %), zones urbanisées (13,6 %), milieux à végétation arbustive et/ou herbacée (4,2 %), cultures permanentes (0,4 %).
L'évolution de l’occupation des sols de la commune et de ses infrastructures peut être observée sur les différentes représentations cartographiques du territoire : la carte de Cassini (XVIIIe siècle), la carte d'état-major (1820-1866) et les cartes ou photos aériennes de l'IGN pour la période actuelle (1950 à aujourd'hui).

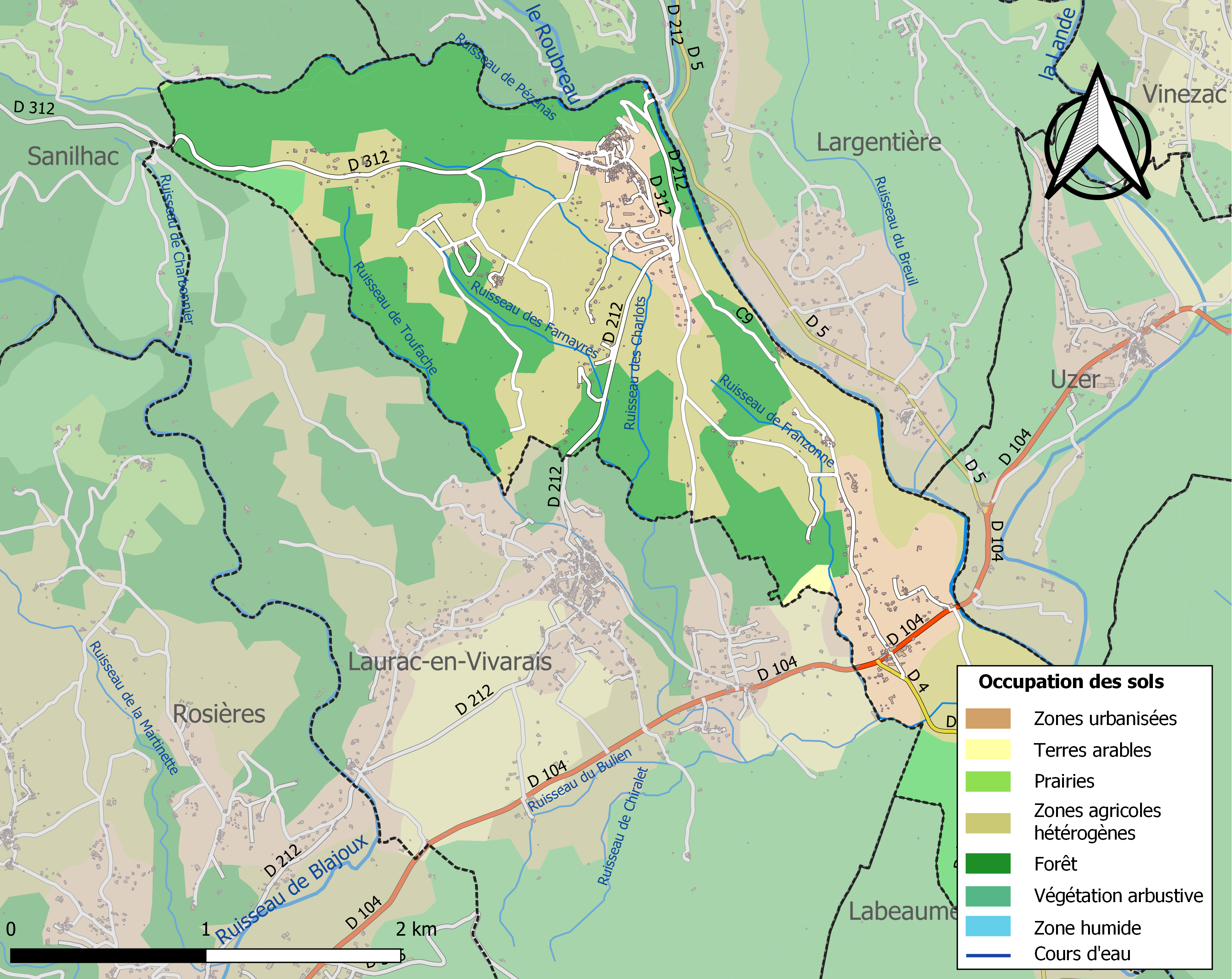
Carte des infrastructures et de l'occupation des sols de la commune en 2018 (CLC).

### Logement
En 2013, le nombre total de logements dans la commune était de 389.
Parmi ces logements, 62 % étaient des résidences principales, 29,9 % des résidences secondaires et 8,1 % des logements vacants.
La part des ménages propriétaires de leur résidence principale s’élevait à 74,1 %.

## Toponymie
Le nom traditionnel des habitants est Los Montrealencs en occitan.[réf. nécessaire]

## Histoire
- 1790 : Montréal est détaché de la commune de Laurac.

## Politique et administration

### Liste des maires
| Période                                  | Période                   | Identité          | Étiquette | Qualité      |
| ---------------------------------------- | ------------------------- | ----------------- | --------- | ------------ |
| Les données manquantes sont à compléter. |                           |                   |           |              |
| mars 2001                                | mars 2008                 | Huguette Blachère | DVD       | Agricultrice |
| mars 2008                                | 26 mai 2020               | Claude Rogier     | DVD       | Retraité     |
| 26 mai 2020                              | En cours (au 29 mai 2020) | Bernard Chaniol   | DVD       | Retraité EDF |

## Population et société

### Démographie
L'évolution du nombre d'habitants est connue à travers les recensements de la population effectués dans la commune depuis 1793. Pour les communes de moins de 10 000 habitants, une enquête de recensement portant sur toute la population est réalisée tous les cinq ans, les populations de référence des années intermédiaires étant quant à elles estimées par interpolation ou extrapolation. Pour la commune, le premier recensement exhaustif entrant dans le cadre du nouveau dispositif a été réalisé en 2006.

En 2022, la commune comptait 569 habitants, en évolution de −0,87 % par rapport à 2016 (Ardèche : +2,48 %, France hors Mayotte : +2,11 %).
| 1793 | 1800 | 1806 | 1821 | 1831 | 1836 | 1841 | 1846 | 1851 |
| ---- | ---- | ---- | ---- | ---- | ---- | ---- | ---- | ---- |
| 541  | 561  | 570  | 571  | 659  | 699  | 705  | 719  | 717  |

| 1856 | 1861 | 1866 | 1872 | 1876 | 1881 | 1886 | 1891 | 1896 |
| ---- | ---- | ---- | ---- | ---- | ---- | ---- | ---- | ---- |
| 780  | 744  | 718  | 708  | 671  | 559  | 568  | 565  | 560  |

| 1901 | 1906 | 1911 | 1921 | 1926 | 1931 | 1936 | 1946 | 1954 |
| ---- | ---- | ---- | ---- | ---- | ---- | ---- | ---- | ---- |
| 523  | 548  | 523  | 425  | 403  | 402  | 381  | 322  | 281  |

| 1962 | 1968 | 1975 | 1982 | 1990 | 1999 | 2006 | 2011 | 2016 |
| ---- | ---- | ---- | ---- | ---- | ---- | ---- | ---- | ---- |
| 271  | 290  | 276  | 324  | 381  | 462  | 492  | 543  | 574  |

| 2021 | 2022 | - | - | - | - | - | - | - |
| ---- | ---- | - | - | - | - | - | - | - |
| 573  | 569  | - | - | - | - | - | - | - |

### Enseignement
La commune est rattachée à l'académie de Grenoble.

### Médias
Ici Drôme Ardèche est une radio publique diffusée sur son territoire et sur la totalité du département.

### Culte
La communauté catholique et l'église de Montréal (propriété de la commune) sont rattachées à la paroisse de Saint Joseph en Pays de Ligne, elle-même rattachée au diocèse de Viviers.

## Économie

### Revenus de la population et fiscalités
Le nombre de ménages fiscaux en 2013 était de 237 représentant 547 personnes et la  médiane du revenu disponible par unité de consommation de 18 931 €.

### Emplois
En 2014, le nombre total d’emploi dans la zone était de 85, occupant 230 actifs résidants (salariés et non salariés) .
Le taux d’activité de la population âgée de 15 à 64 ans s'élevait à  78,4 % contre un taux de chômage de 16 %.

### Entreprises et commerces
En 2015, le nombre d’établissements actifs était de quarante-neuf dont trois dans l’agriculture-sylviculture-pêche, un  dans l'industrie, huit dans la construction, trente et un dans le commerce-transports-services divers et six étaient relatifs au secteur administratif.
Cette même année, six entreprises ont été créées par des Auto-entrepreneurs.

## Culture locale et patrimoine

### Lieux et monuments
- Le château de Montréal présente un donjon du XIIe siècle, une cour intérieure de style Renaissance avec un balcon suspendu et un grand escalier. Le château fut le fleuron de la couronne de Largentière.
- L'église Saint-Marc, du XVIe siècle.

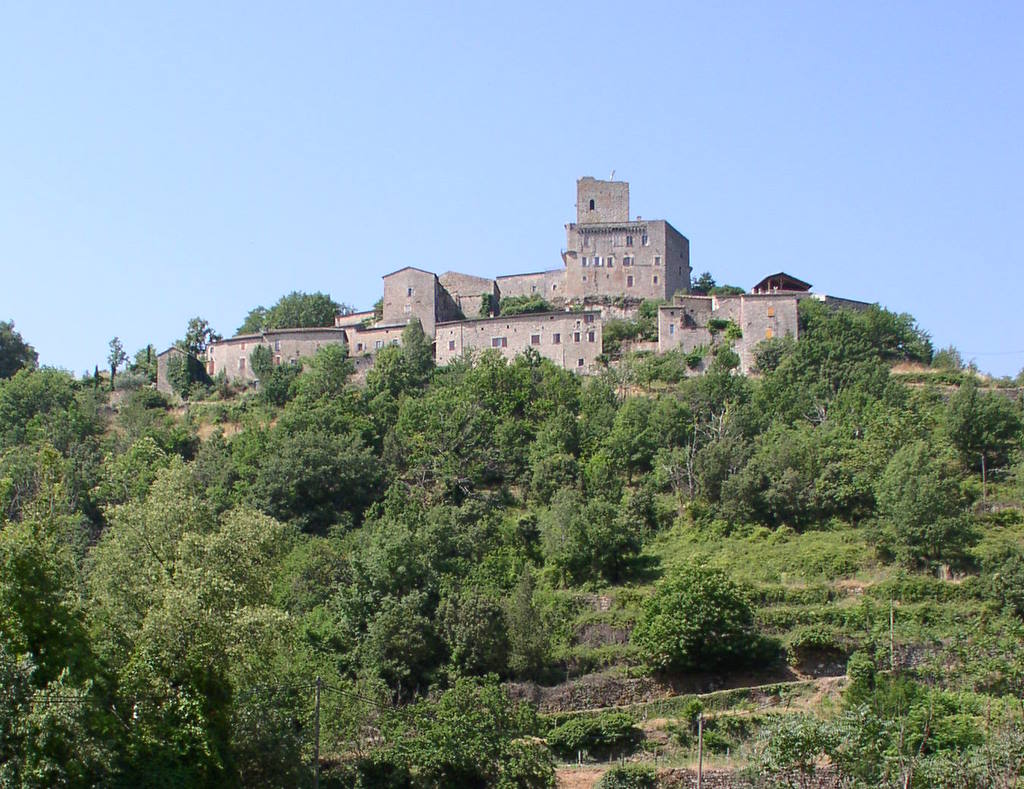
Château de Montréal.
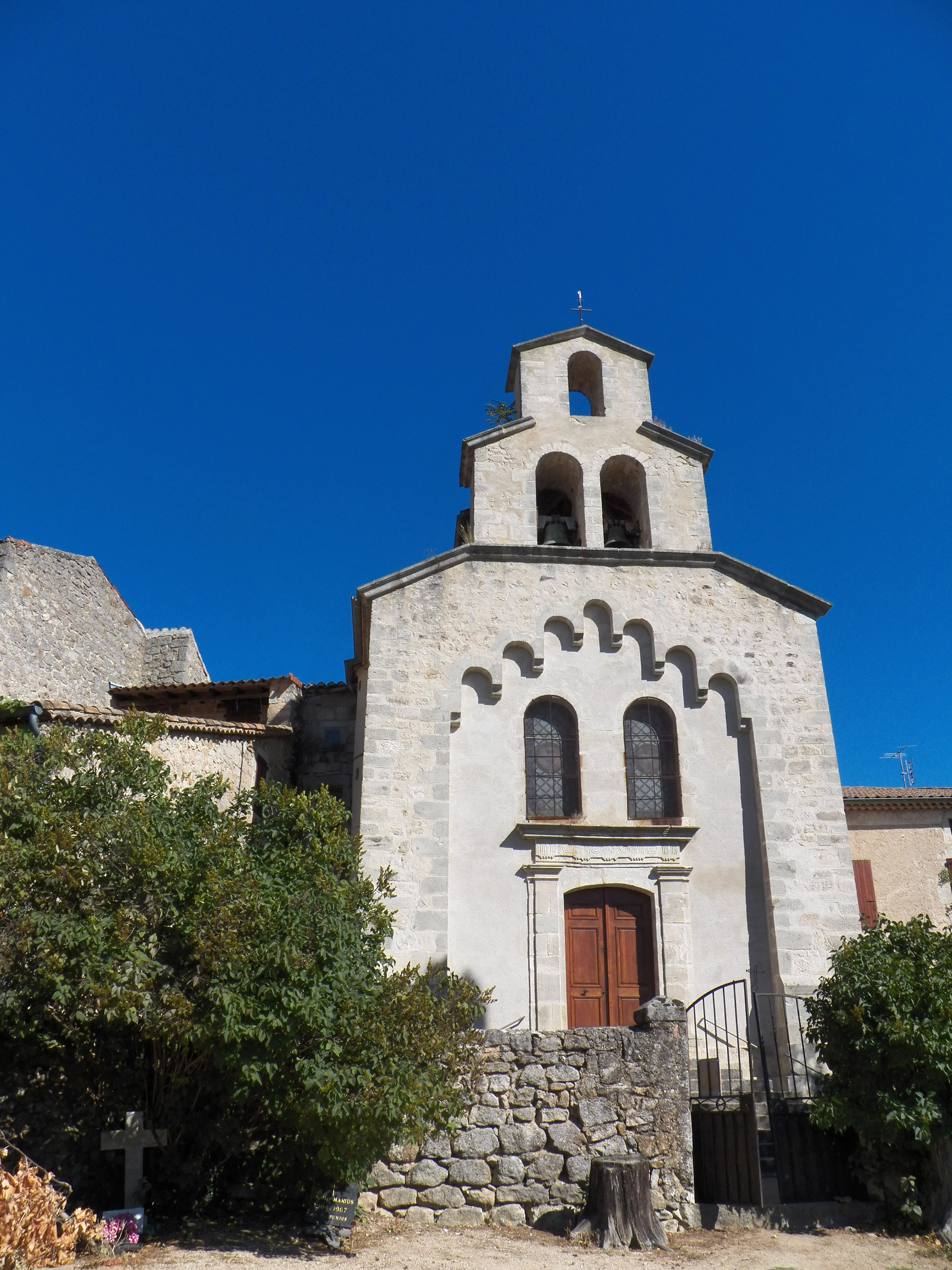
L'église Saint-Marc.
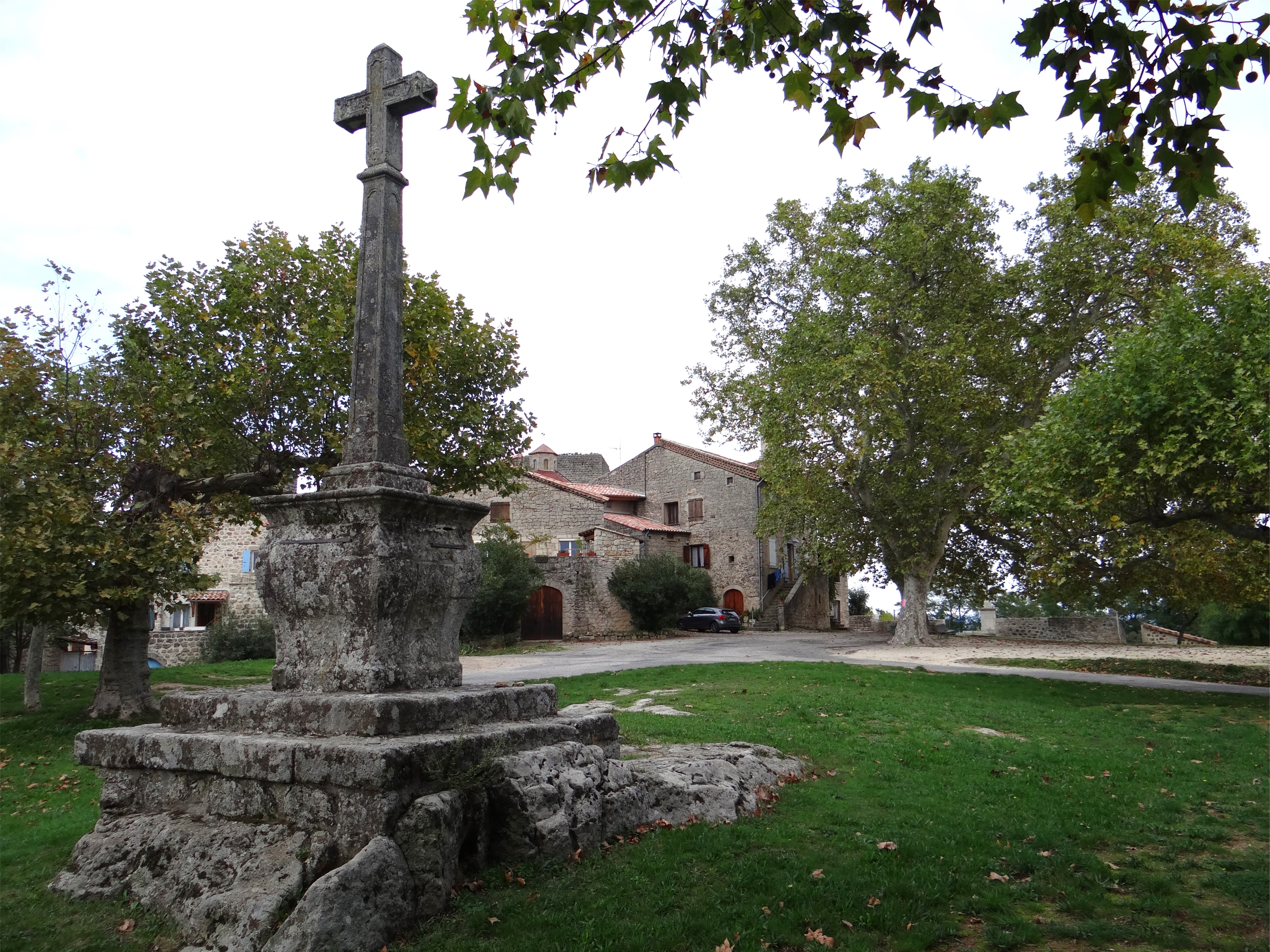
La place du village.

### Évènements culturels
- Des fêtes médiévales sont organisées tous les étés.